# B 1913 Odense
Maillots
Le B 1913 Odense était un club de football danois basé à Odense. Il a fusionné en 2006 au sein du FC Fyn.

## Historique
- 1913 : fondation du club
- 1961 : 1re participation à une Coupe d'Europe (C1, saison 1961/62)

## Palmarès
- Coupe du Danemark (1)
  - Vainqueur : 1963

- Championnat du Danemark de deuxième division (3)
  - Champion : 1959, 1967, 1988